# Cioroiași
Cioroiași – wieś w Rumunii, w okręgu Dolj, w gminie Cioroiași. W 2011 roku liczyła 981 mieszkańców.